# Тункинский район

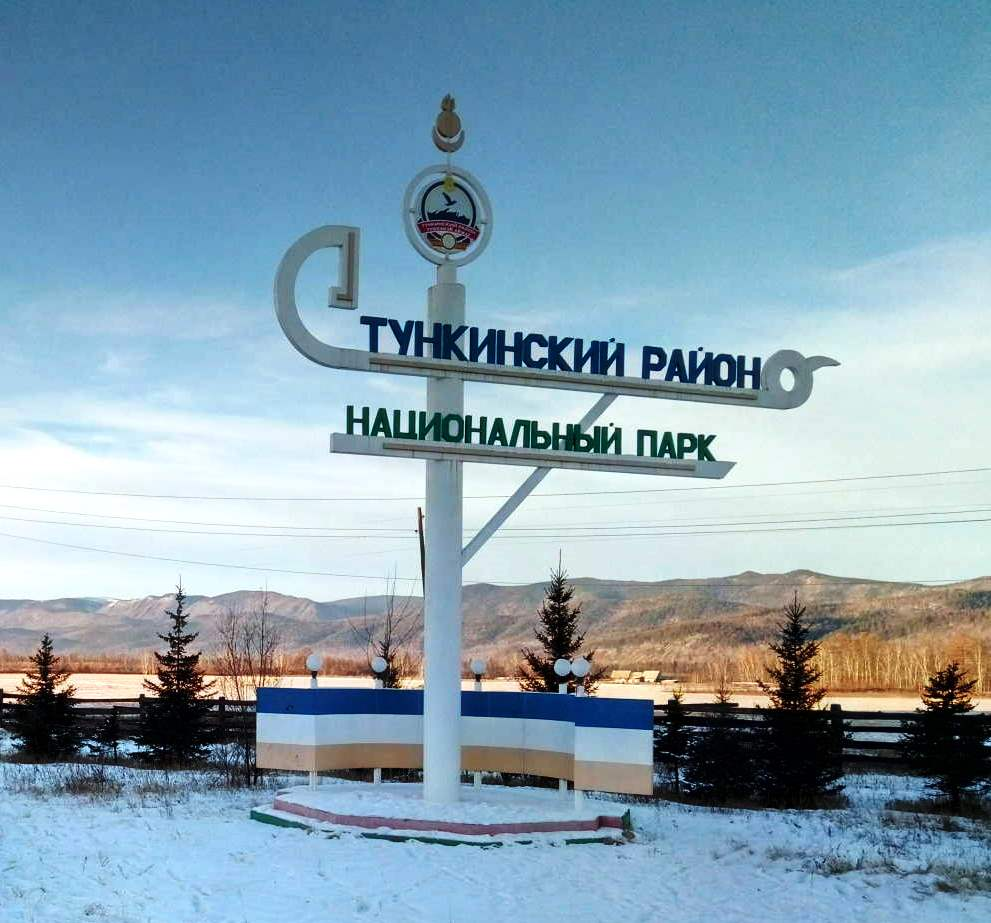
При въезде в Тункинский район

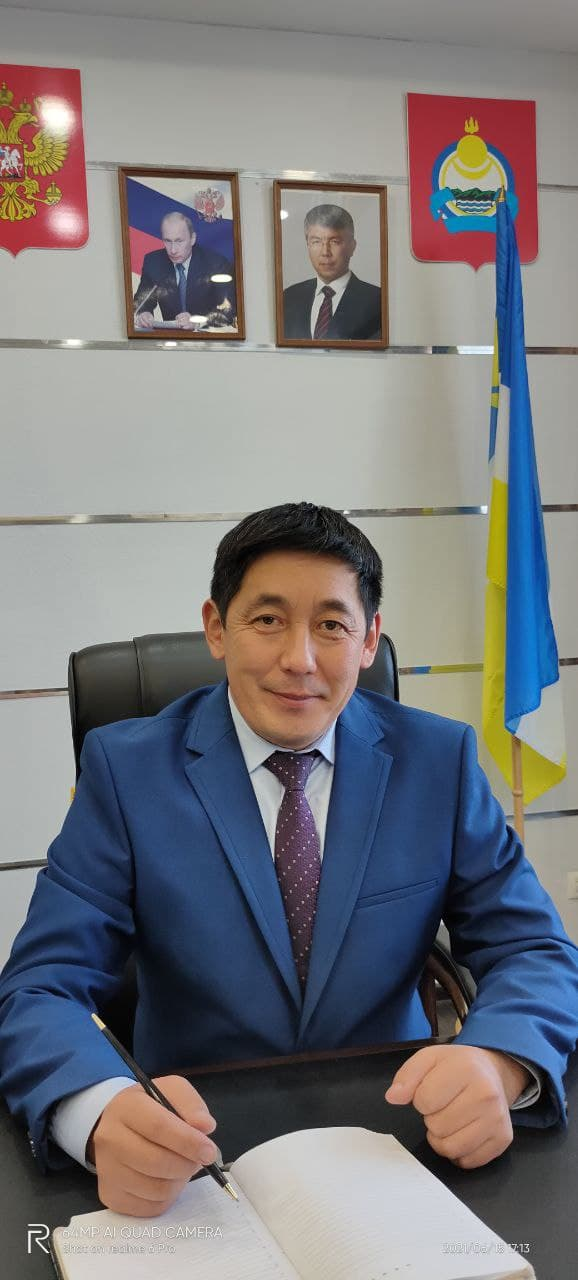
Глава Тункинского района Чингис Маншеев (с 2021)

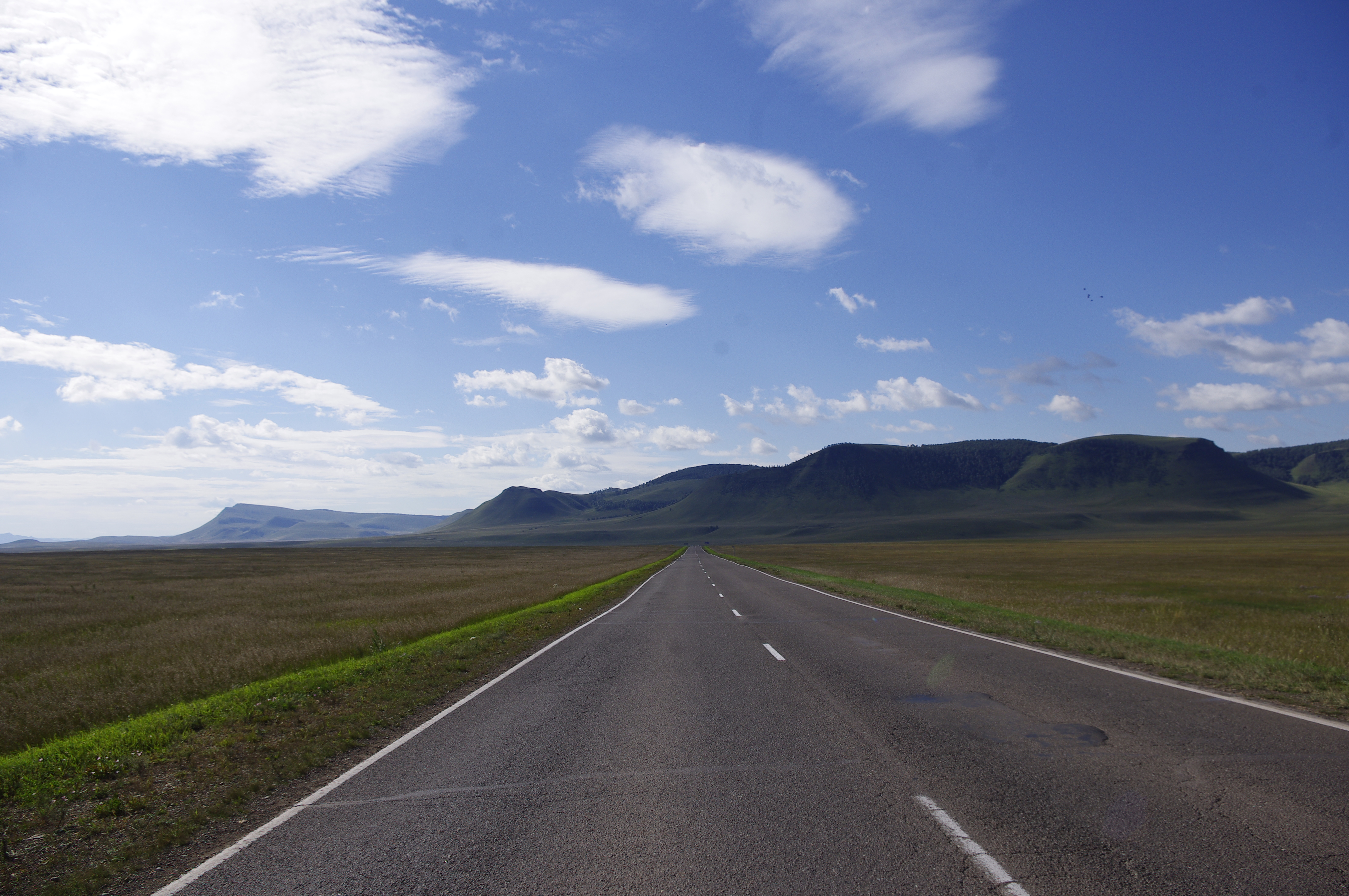
Тункинская долина

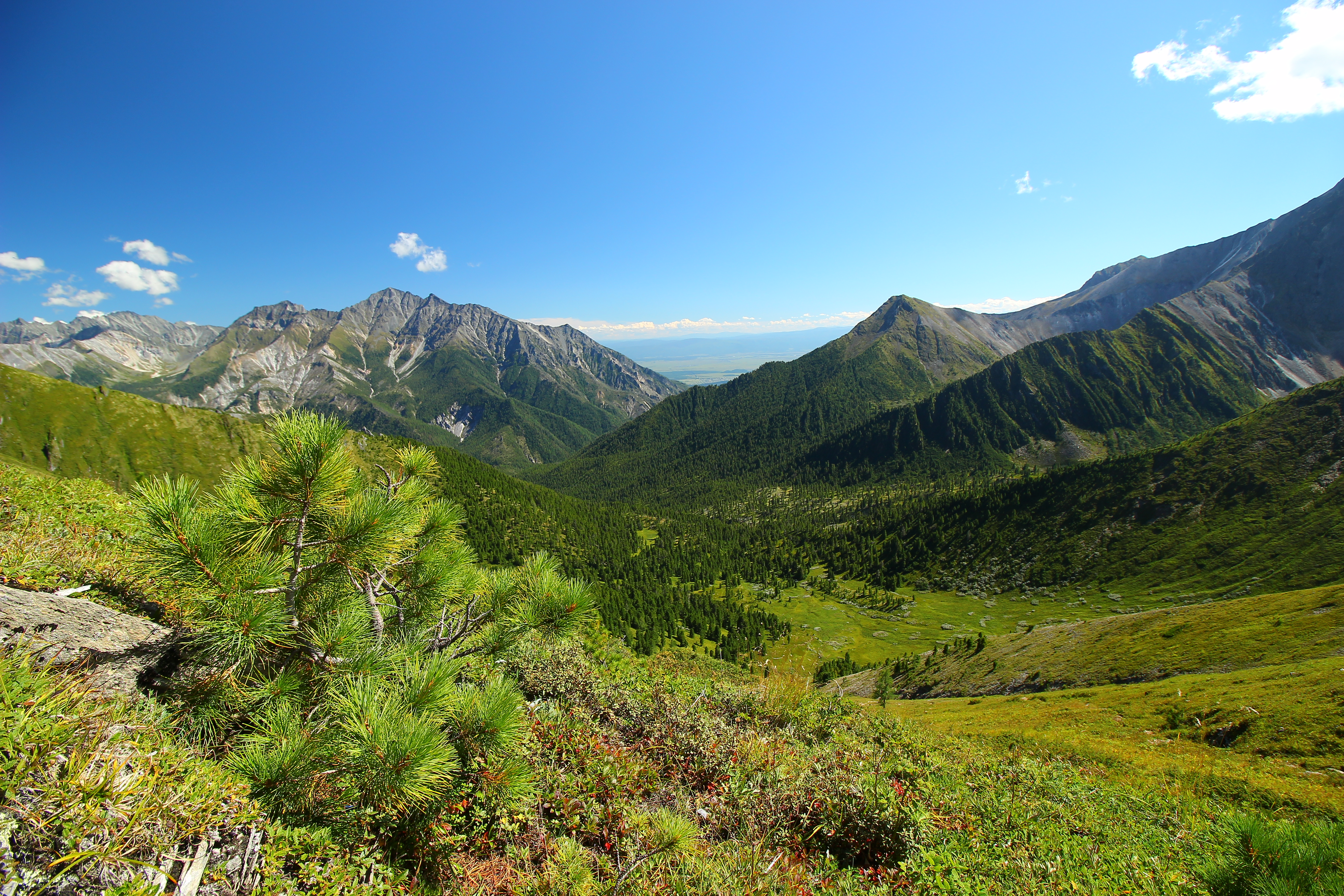
Тункинские Гольцы Восточных Саян

Тунки́нский райо́н (бур. Түнхэнэй аймаг) — административно-территориальная единица и муниципальное образование (муниципальный район) в составе Республики Бурятия Российской Федерации.
Административный центр — село Кырен.

## География
Район, площадью 11,8 тыс. км², занимает Саяно-Прибайкальскую часть западной Бурятии. Граничит на севере по Тункинским Гольцам с Окинским районом, на юге по Хангарульскому хребту и водоразделу западного Хамар-Дабана — с Закаменским районом республики. На западе и юго-западе по массиву Мунку-Сардык и юго-восточным отрогам Большого Саяна проходит государственная граница России и Монголии. На востоке район примыкает к Слюдянскому району Иркутской области.
Северную половину района занимает Тункинская долина, являющаяся продолжением Байкальской впадины и уникальная своими целебными источниками и альпийскими лугами. Она протянулась в широтном направлении на 200 км, постепенно поднимаясь до 1200 м над уровнем моря и сужаясь от 30 до 20 км. По ложу долины течёт главная река района — Иркут.
Южная часть района разделена рекой Зун-Мурэн на горно-таёжные отроги Хамар-Дабана на юго-востоке и отроги Большого Саяна с безлесными плато на западе.

## Климат
Климат района резко континентальный, характеризуется большими суточными и годовыми амплитудами температур, небольшим количеством годовых осадков. Зимой господствует сибирский антициклон — область высокого давления холодных воздушных масс и соответствующая ему ясная, безветренная, морозная погода. Летом наблюдаются циклоны с пасмурной дождливой погодой. Средняя температура января от −22 °C…-24 °C в самых низких местах котловины до −19 °C…-21 °C в горах. Средняя температура июля от +17 °C в котловине до +11 °C…+14 °C в горах. Абсолютный минимум до −50 °C, максимум +34 °C. Среднегодовое количество осадков 300…350 мм, в горах 500…600 мм, на склонах Хамар-Дабана — до 1000 мм. Преобладают ветры западного и восточного направлении в соответствии с простиранием реки Иркута и самой котловины с запада на восток.

## История
В Тункинской долине в пределах Еловского хребта на правом берегу реки Иркут на стоянке Туяна найдены фрагментированные останки первобытного человека, верхнепалеолитические орудия и предметы быта возрастом ок. 30 тыс. лет назад (калиброванная дата для образца Туяна 6: 31 400 — 30 740 л. н.).
9 января 1922 года была образована Монголо-Бурятская автономная область в составе РСФСР (Тункинский, Аларский, Эхирит-Булагатский, Боханский и Селенгинский аймаки; административный центр — Иркутск).
Тункинский аймак Бурят-Монгольской АССР образован 12 декабря 1923 года.
2 апреля 1963 года в состав Тункинского аймака включён Окинский аймак.
4 марта 1964 года Окинский аймак вновь выделен из состава Тункинского аймака.
В октябре 1977 года Тункинский аймак Бурятской АССР переименован в Тункинский район.
С сентября 2021 года Тункинский район возглавляет Чингис Маншеев. Его предшественник — Иван Александрович Альхеев, руководил районом с 7 февраля 2016 года до сентября 2021 года.

## Население
| 1939    | 1959    | 1960    | 1961    | 1962    | 1963    | 1964    | 1965    | 1966    |
| ------- | ------- | ------- | ------- | ------- | ------- | ------- | ------- | ------- |
| 22 900  | ↗25 500 | ↗26 400 | ↘25 800 | ↗26 800 | ↗27 100 | ↗27 700 | ↘27 000 | ↗27 100 |
| 1967    | 1968    | 1969    | 1970    | 1971    | 1972    | 1973    | 1974    | 1975    |
| ↗27 400 | ↘27 100 | ↗27 500 | →27 500 | →27 500 | ↘27 400 | ↗27 600 | ↘26 900 | →26 900 |
| 1976    | 1977    | 1978    | 1979    | 1980    | 1981    | 1982    | 1983    | 1984    |
| ↘26 600 | ↘26 400 | ↗26 800 | ↘26 100 | →26 100 | ↘25 900 | ↘25 700 | →25 700 | →25 700 |
| 1985    | 1986    | 1987    | 1988    | 1989    | 1990    | 1991    | 1992    | 1993    |
| ↗25 900 | ↗26 100 | ↗26 300 | →26 300 | ↘26 200 | ↘26 100 | ↗26 300 | ↗26 400 | ↗26 600 |
| 1994    | 1995    | 1996    | 1997    | 1998    | 1999    | 2000    | 2001    | 2002    |
| ↘26 500 | ↘26 300 | ↘26 200 | ↘26 100 | ↘26 000 | ↘25 700 | ↘25 300 | ↘25 000 | ↘24 144 |
| 2003    | 2004    | 2005    | 2006    | 2007    | 2008    | 2009    | 2010    | 2011    |
| ↘24 000 | ↘23 600 | ↘23 500 | ↘23 300 | ↘23 000 | ↘22 700 | ↗22 766 | ↘22 672 | ↘22 631 |
| 2012    | 2013    | 2014    | 2015    | 2016    | 2017    | 2018    | 2019    | 2020    |
| ↘22 278 | ↘22 084 | ↘21 778 | ↘21 450 | ↘21 194 | ↘20 795 | ↘20 533 | ↘20 179 | ↘20 106 |
| 2021    | 2023    | 2024    |         |         |         |         |         |         |
| ↗20 645 | ↘20 397 | ↘20 261 |         |         |         |         |         |         |

Согласно прогнозу Минэкономразвития России, численность населения будет составлять:
- 2024 — 19,13 тыс. чел.
- 2035 — 16,59 тыс. чел.

## Национальный состав

### Национальный состав
| Народ     | 1939 год чел.   | 2002 год чел.   | 2010 год чел.   | 2021 год        |
| --------- | --------------- | --------------- | --------------- | --------------- |
| Буряты    | 12358 (49,99 %) | 15183 (62,88 %) | 14551 (64,18 %) | 13314 (65,02 %) |
| Русские   | 12074 (48,84 %) | 8455 (35,01 %)  | 7598 (33,51 %)  | 6942 (33,9 %)   |
| Остальные | 287 (1,16 %)    | 506 (2,09 %)    | 523 (2,3 %)     | 218 (1,06 %)    |
| Всего     | 24719 (100 %)   | 24144 (100 %)   | 22672 (100 %)   | 20474 (100 %)   |

### Национальный состав сельского поселения Кыренское на 2010 год
| Народ     | Всего | Доля    |
| --------- | ----- | ------- |
| Буряты    | 2924  | 54,08 % |
| Русские   | 2335  | 43,19 % |
| Остальные | 147   | 2,71 %  |
| Всего     | 5406  | 100 %   |

## Территориальное устройство
Тункинский район разделён на следующие административно-территориальные единицы: 6 сельсоветов и 8 сомонов.
Муниципальный район включает 14 муниципальных образований со статусом сельских поселений. Они соответствуют сельсоветам и сомонам.
| №  | Сельское поселение | Административный центр | Количество населённых пунктов | Население (чел.) | Площадь (км²) | Административно- территориальная единица |
| -- | ------------------ | ---------------------- | ----------------------------- | ---------------- | ------------- | ---------------------------------------- |
| 1  | Аршан              | село Аршан             | 1                             | ↗2735            | 178,14        | Аршанский сельсовет                      |
| 2  | Галбай             | село Галбай            | 4                             | ↗670             | 373,87        | Галбайский сомон                         |
| 3  | Далахай            | улус Далахай           | 3                             | ↘545             | 318,37        | Далахайский сомон                        |
| 4  | Жемчуг             | улус Жемчуг            | 4                             | ↗1352            | 23,18         | Жемчугский сомон                         |
| 5  | Зун-Мурино         | посёлок Зун-Мурино     | 2                             | ↘1090            | 1738,04       | Зун-Муринский сомон                      |
| 6  | Кыренское          | село Кырен             | 1                             | ↗5936            | 609,04        | Кыренский сельсовет                      |
| 7  | Монды              | посёлок Монды          | 2                             | ↘785             | 888,49        | Мондинский сельсовет                     |
| 8  | Толтой             | улус Хурай-Хобок       | 2                             | ↘938             | 221,76        | Толтойский сомон                         |
| 9  | Торы               | село Торы              | 2                             | ↘880             | 1895,94       | Торский сомон                            |
| 10 | Тунка              | село Тунка             | 4                             | ↘2059            | 317,47        | Тункинский сельсовет                     |
| 11 | Туран              | село Туран             | 2                             | ↘783             | 850,33        | Туранский сельсовет                      |
| 12 | Харбяты            | село Харбяты           | 3                             | ↘713             | 1089,46       | Харбятский сельсовет                     |
| 13 | Хойто-Гол          | улус Хойто-Гол         | 1                             | →496             | 606,34        | Хойто-Гольский сомон                     |
| 14 | Хужиры             | улус Хужиры            | 4                             | →1279            | 673,03        | Хужирский сомон                          |

### Населённые пункты
В Тункинском районе 35 населённых пунктов.
| №  | Населённый пункт | Тип     | Население | Сельское поселение |
| -- | ---------------- | ------- | --------- | ------------------ |
| 1  | Аршан            | село    | ↗2735     | Аршан              |
| 2  | Ахалик           | село    | ↘305      | Тунка              |
| 3  | Галбай           | село    | ↘462      | Галбай             |
| 4  | Гужиры           | село    | ↘159      | Далахай            |
| 5  | Далахай          | Улус    | ↗543      | Далахай            |
| 6  | Еловка           | село    | ↘260      | Тунка              |
| 7  | Енгорга          | улус    | →21       | Хужиры             |
| 8  | Жемчуг           | улус    | ↘1138     | Жемчуг             |
| 9  | Зактуй           | село    | ↘191      | Жемчуг             |
| 10 | Зун-Мурино       | посёлок | ↘979      | Зун-Мурино         |
| 11 | Кырен            | село    | ↗5936     | Кыренское          |
| 12 | Малый Жемчуг     | посёлок | ↘55       | Харбяты            |
| 13 | Могой-Горхон     | улус    | ↘88       | Хужиры             |
| 14 | Мойготы          | село    | ↘5        | Монды              |
| 15 | Монды            | посёлок | ↗1007     | Монды              |
| 16 | Никольск         | село    | ↘125      | Тунка              |
| 17 | Ниловка          | посёлок | ↗182      | Туран              |
| 18 | Нуган            | улус    | ↗244      | Харбяты            |
| 19 | Охор-Шибирь      | улус    | ↘547      | Жемчуг             |
| 20 | Табалангут       | улус    | ↘80       | Галбай             |
| 21 | Тагархай         | село    | ↘382      | Толтой             |
| 22 | Талое            | село    | ↘183      | Галбай             |
| 23 | Торы             | село    | ↘876      | Торы               |
| 24 | Тунка            | село    | ↘1830     | Тунка              |
| 25 | Туран            | село    | ↘711      | Туран              |
| 26 | Улан-Горхон      | улус    | ↘36       | Жемчуг             |
| 27 | Улбугай          | улус    | ↗92       | Галбай             |
| 28 | Харбяты          | село    | ↘551      | Харбяты            |
| 29 | Хойто-Гол        | улус    | →496      | Хойто-Гол          |
| 30 | Хонгодоры        | улус    | ↘75       | Далахай            |
| 31 | Хужиры           | улус    | ↘951      | Хужиры             |
| 32 | Хурай-Хобок      | Улус    | ↘630      | Толтой             |
| 33 | Шанай            | улус    | ↘303      | Зун-Мурино         |
| 34 | Шимки            | село    | ↘512      | Хужиры             |
| 35 | Шулута           | улус    | ↗440      | Торы               |

## Экономика
Сельскохозяйственные угодья составляют 5,4 % всех земель района, пашня — 2,4 %. Сельское хозяйство района специализируется на выращивании зерновых культур, картофеля, овощей, культивируется мясомолочное животноводство и коневодство.
В районе развиты заготовка древесины и её обработка. Значительную статью дохода приносит туризм.

## Туризм

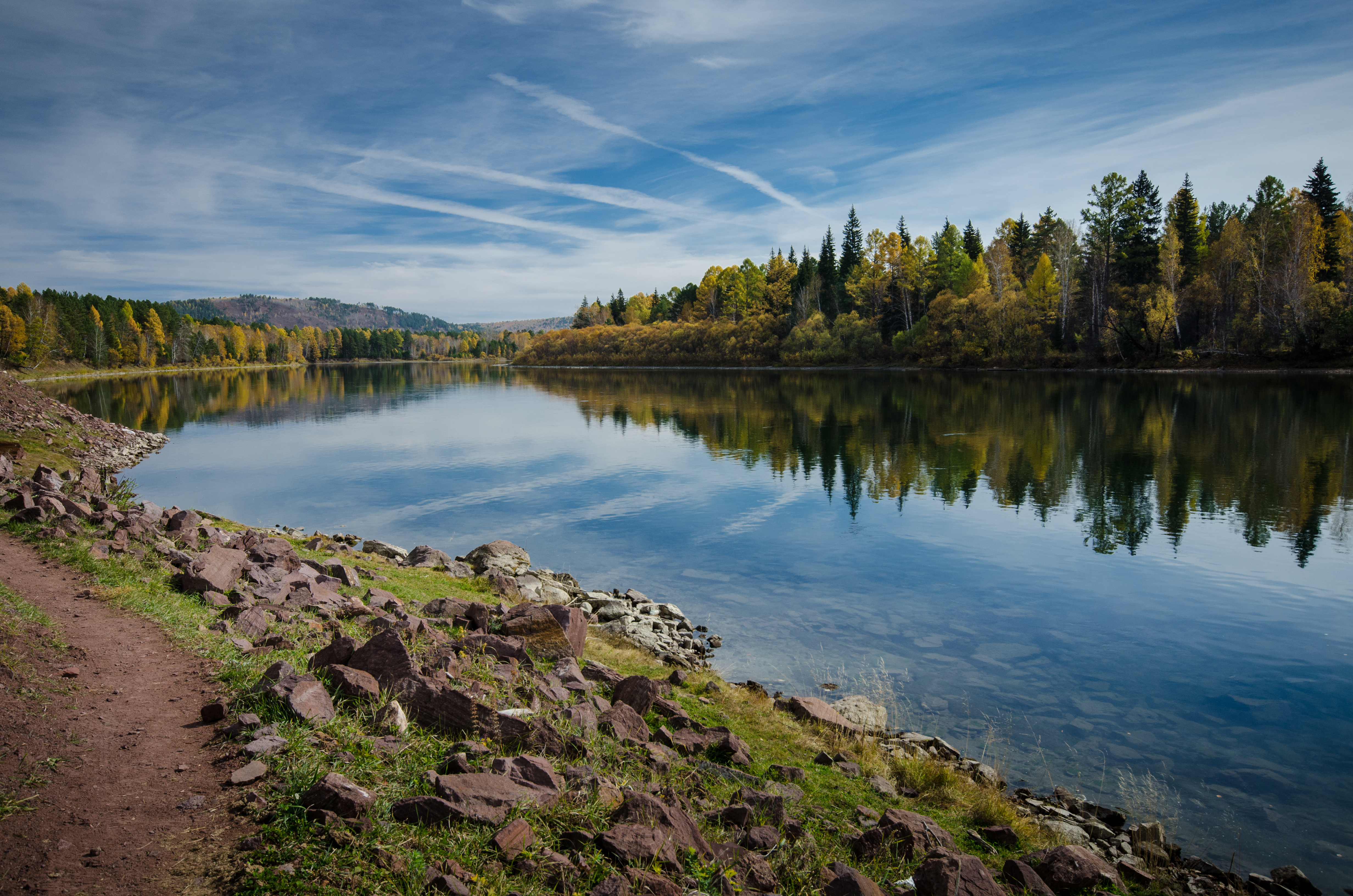
Река Иркут

По своим туристским активам Тункинский район является одним из наиболее перспективных районов Бурятии и Восточной Сибири. Сочетание гор, богатой растительности, красивых озёр, кристально-чистых рек создают уникально живописные ландшафты долины. Несмотря на то, что люди начали осваивать Тункинскую долину с незапамятных времен, её природа сохранилась почти в первозданном состоянии. Тункинская долина имеет выгодное расположение между двух великих озёр Байкала и Хубсугул и является продолжением байкальской впадины. По данным геологии, несколько миллионов лет назад Тункинская долина была ложем гигантского озера, но в результате геологической катастрофы вода озера прорвала перемычку и утекла в Байкал. Об этом напоминают вершины 9 потухших вулканов, до сих пор возвышающиеся над равнинным рельефом долины и являющихся одной из её достопримечательностей.
Тункинскую долину часто называют Долиной Аршанов. На данный момент в Тункинской долине разведано и описано 20 источников и 9 месторождений лечебных грязей. Вокруг хорошо изученных и освоенных источников создана инфраструктура, ведётся строительство баз отдыха, пансионатов, гостиниц. Другие же, также хорошо изученные источники, находятся на стадии освоения и там планируется строительство, и благодаря географической близости, до них очень легко добраться.
Самыми популярными бальнеологическими лечебницами являются:
- Курорт Аршан, входящий в группу СКУП РБ «Байкалкурорт»
- Курорты «Нилова пустынь», «Жемчужина» (в местности «Вышка» сельского поселения «Жемчуг») и «Хонгор-Уула» (в одноимённой местности сельского поселения «Жемчуг»), входящие в группу АУ «Курорты Тунки».

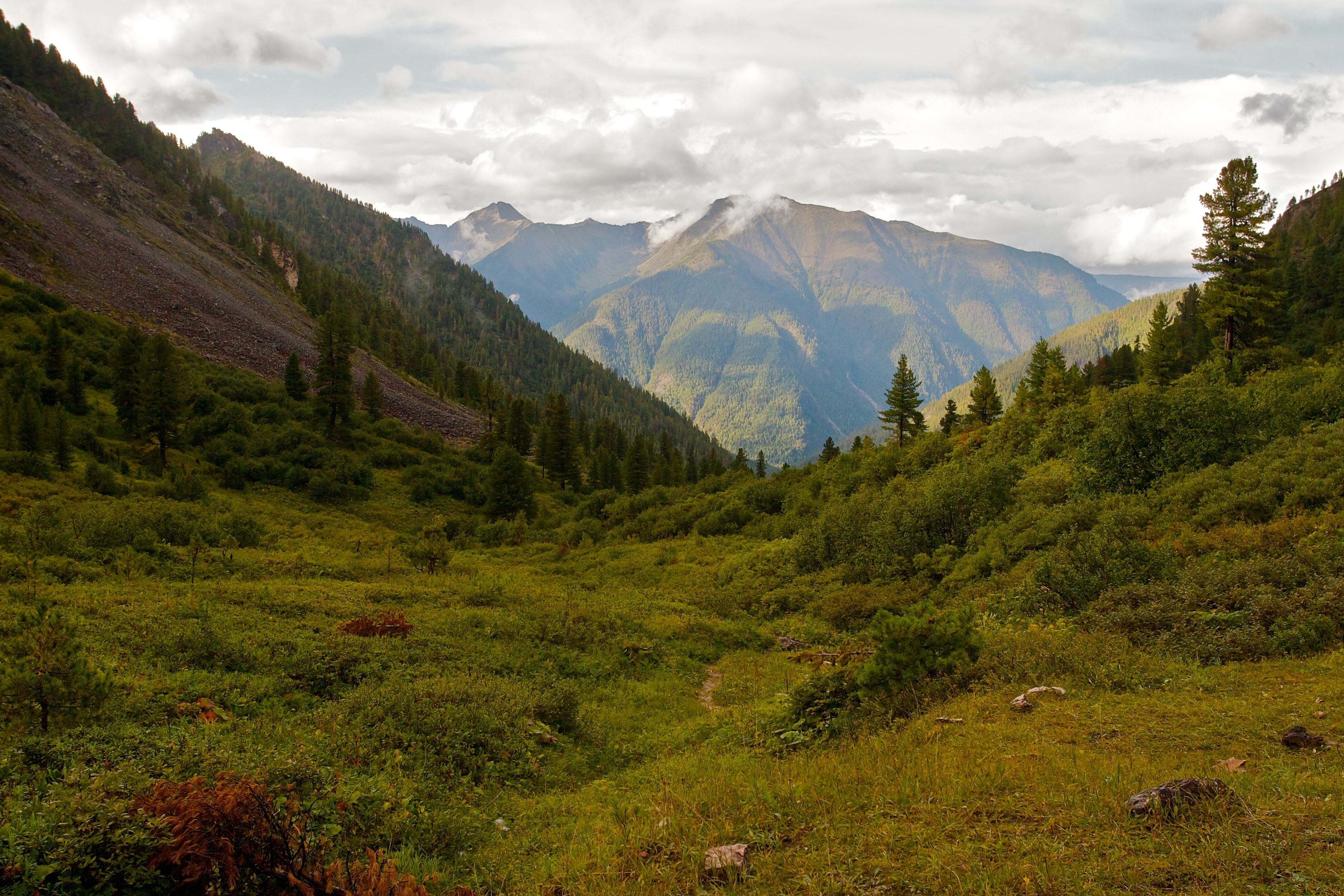
горы Саяны
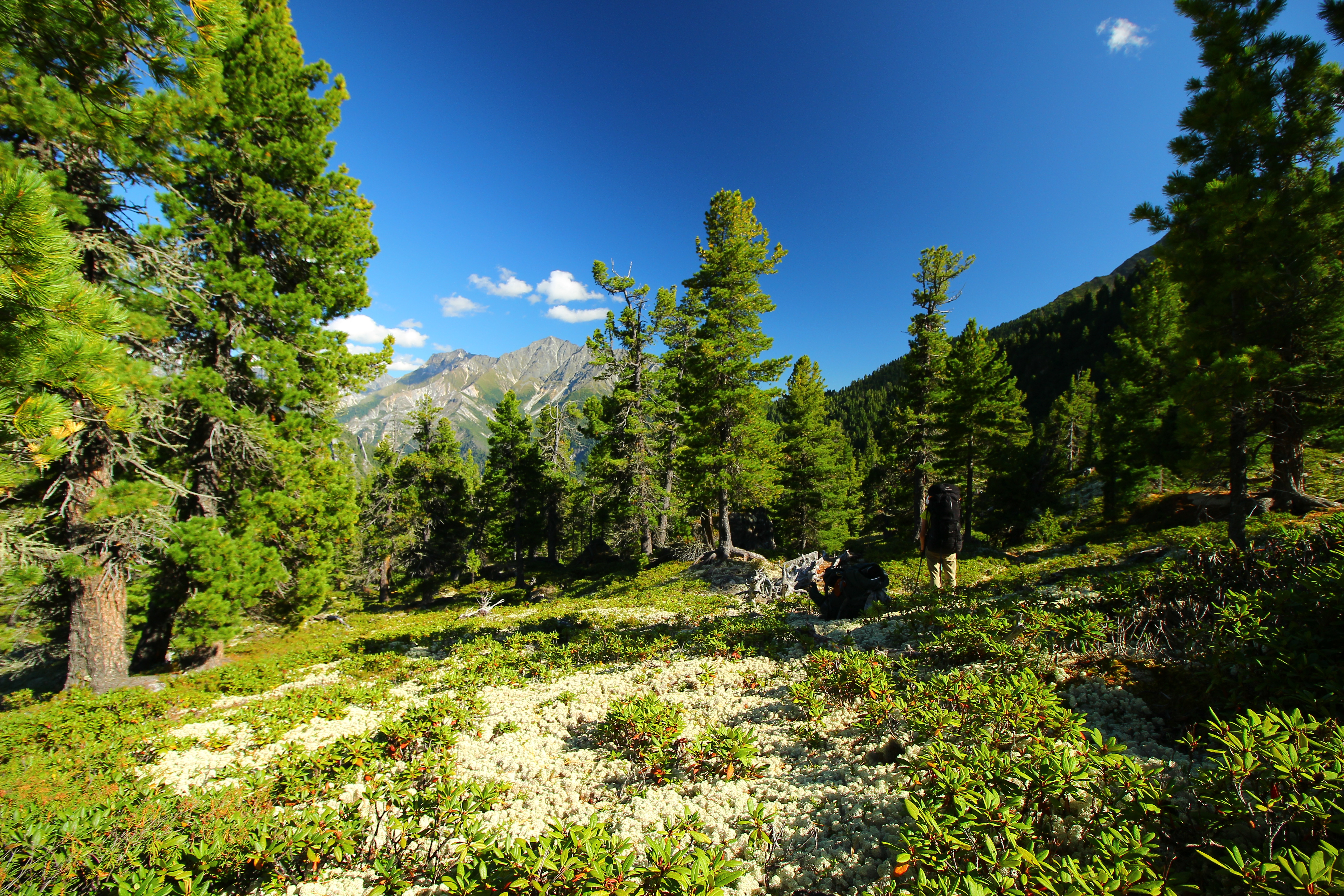
Растительность
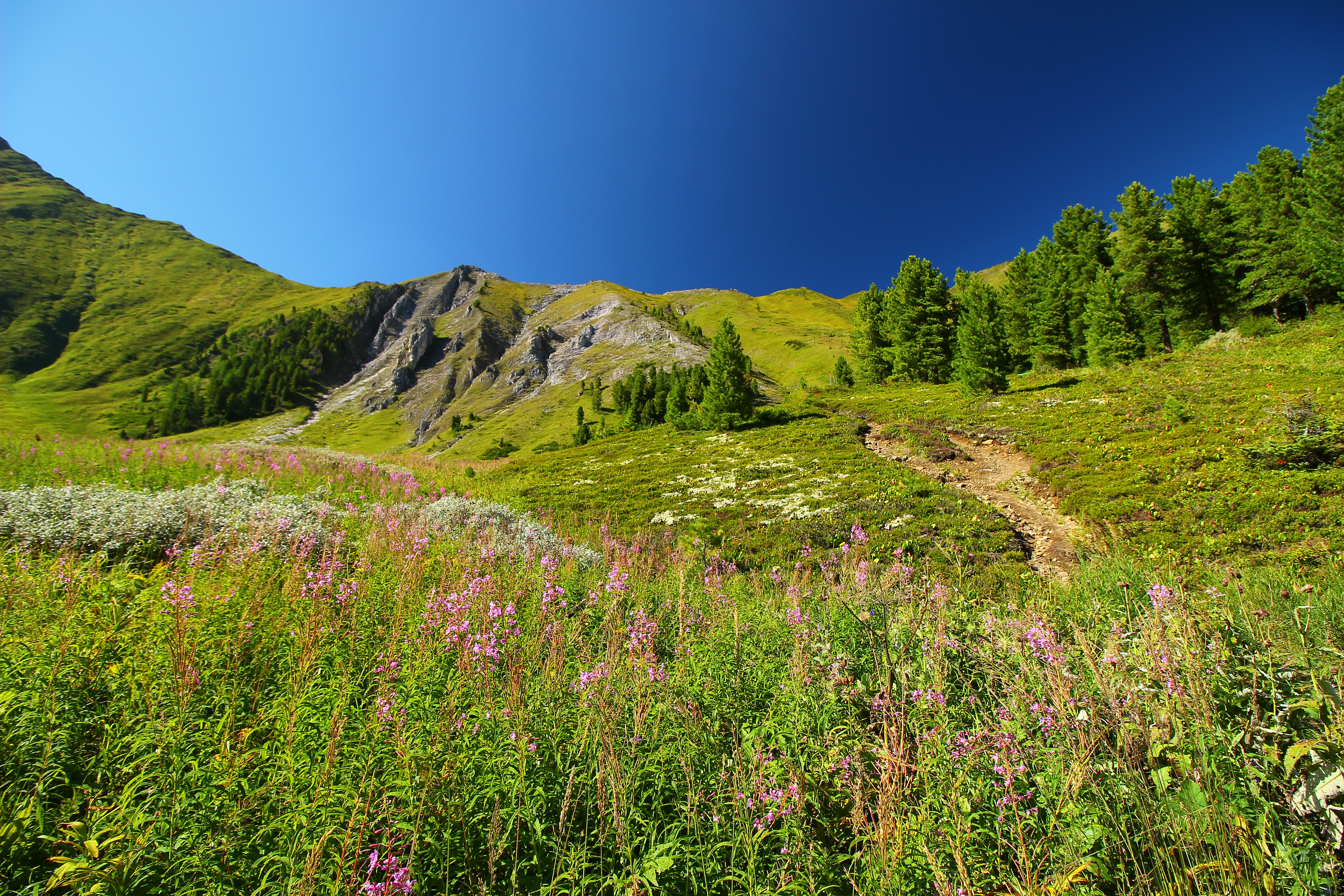
Перевал
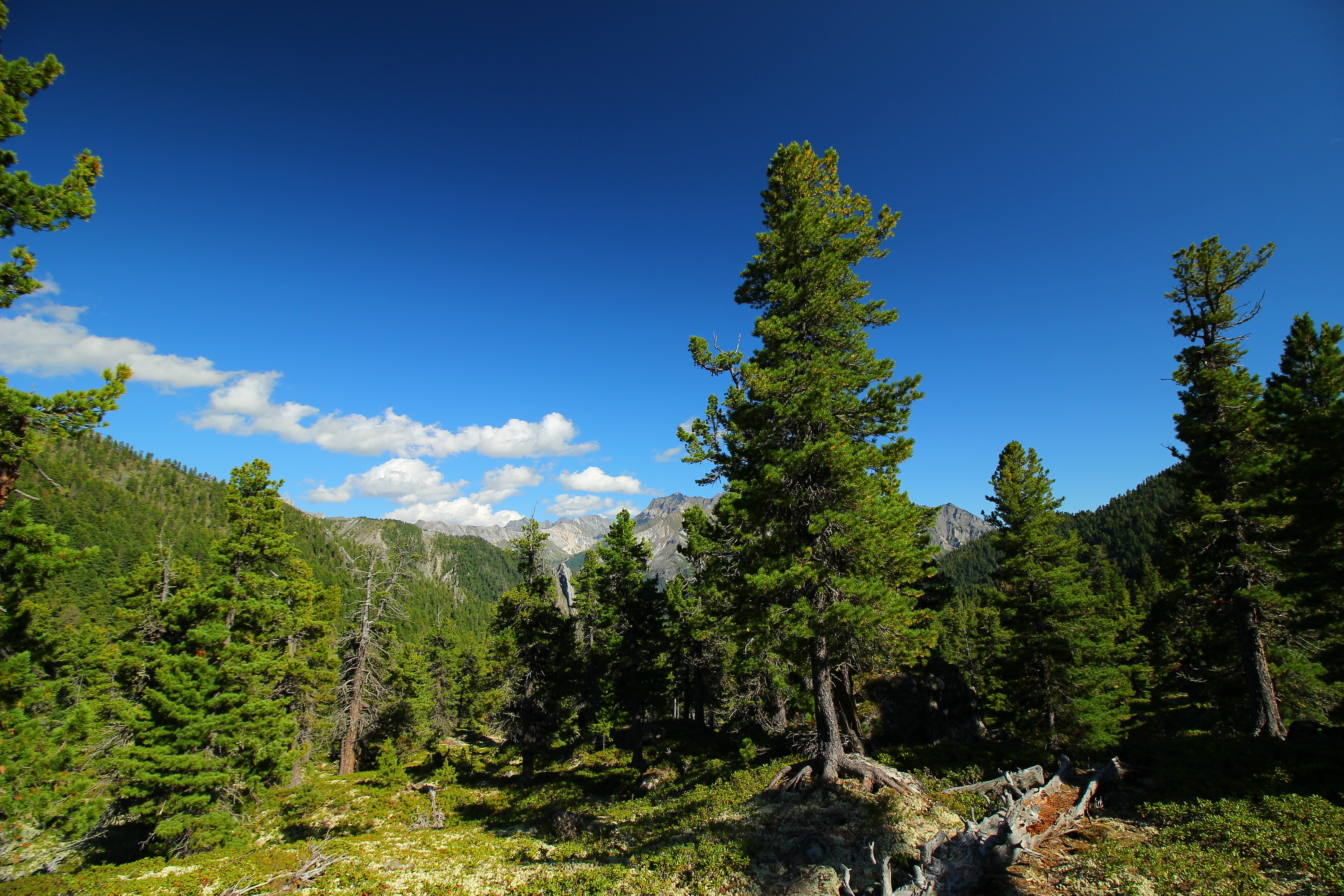
Хвойный лес

Благодаря своим рекреационным возможностям и чудесным оздоровительным свойствам эти лечебные учреждения вошли в Федеральную целевую инвестиционную программу «Развитие внутреннего и въездного туризма» под объединённым названием "Автотуристический кластер «Тункинская долина».
Эти четыре популярные бальнеологические местности наилучшим образом подпадают под понятие автотуристический кластер, являясь группой географически соседствующих оздоровительных предприятий, использующих рекреационный потенциал территории, дополняя друг друга и взаимодействуя между собой.
Автотуристический кластер представляет собой комплекс взаимосвязанных объектов оздоровительной, рекреационной и культурной направленности — коллективных средств размещения, предприятий питания и сопутствующих сервисов, обеспеченных необходимой обеспечивающей инфраструктурой. В рамках АТК приоритетным проектом является строительство горнолыжного комплекса «Сахатка».

## Тункинский национальный парк
27 мая 1991 года решением Совета Министров Российской Федерации за № 282 образован Тункинский национальный парк, явившийся первым в России опытом совмещения национального парка с границами всего административного района. Территория парка занимает Тункинскую долину и прилегающие к ней горные массивы Восточного Саяна и хребта Хамар-Дабан. Это один из крупнейших национальных парков России.

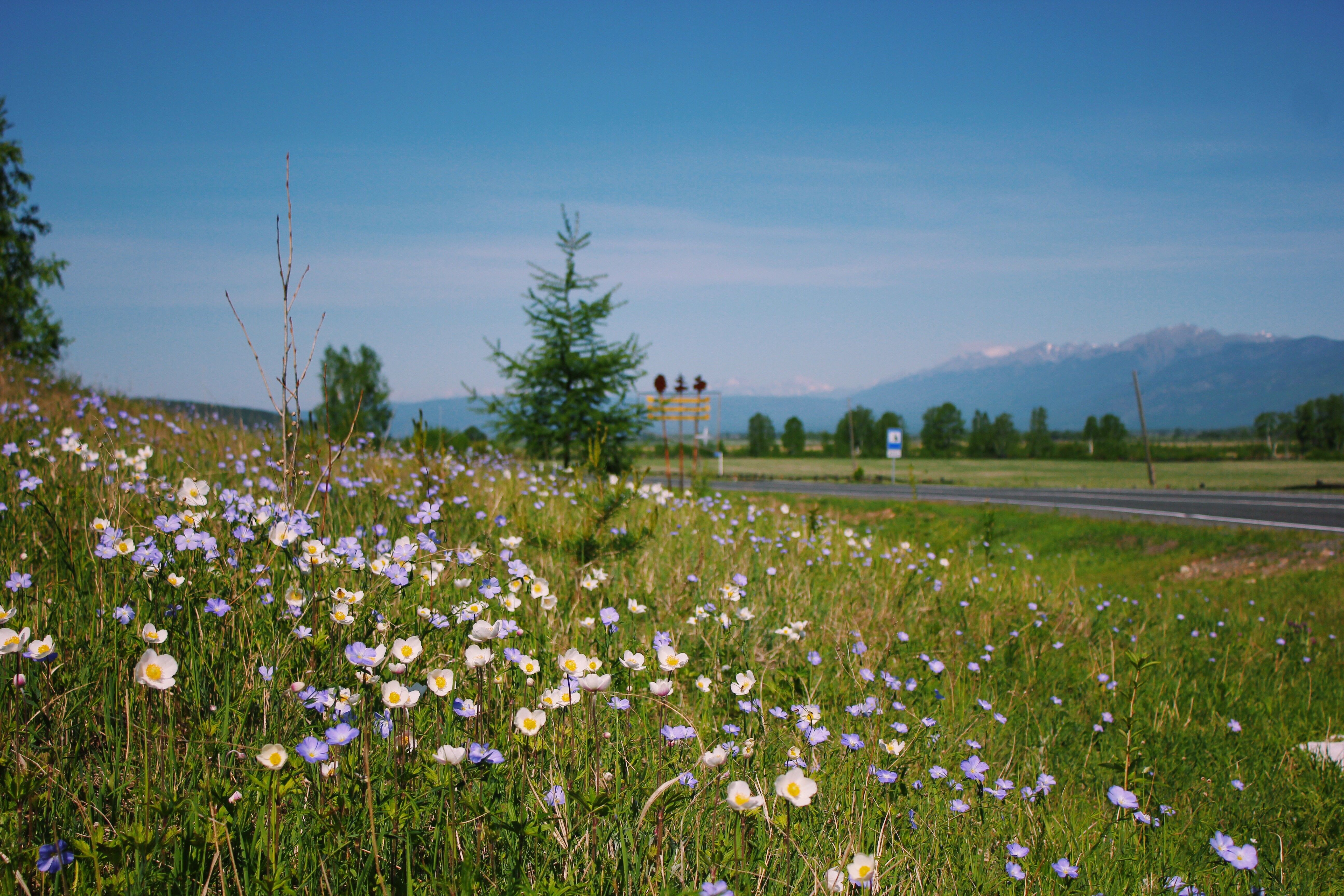
Национальный парк
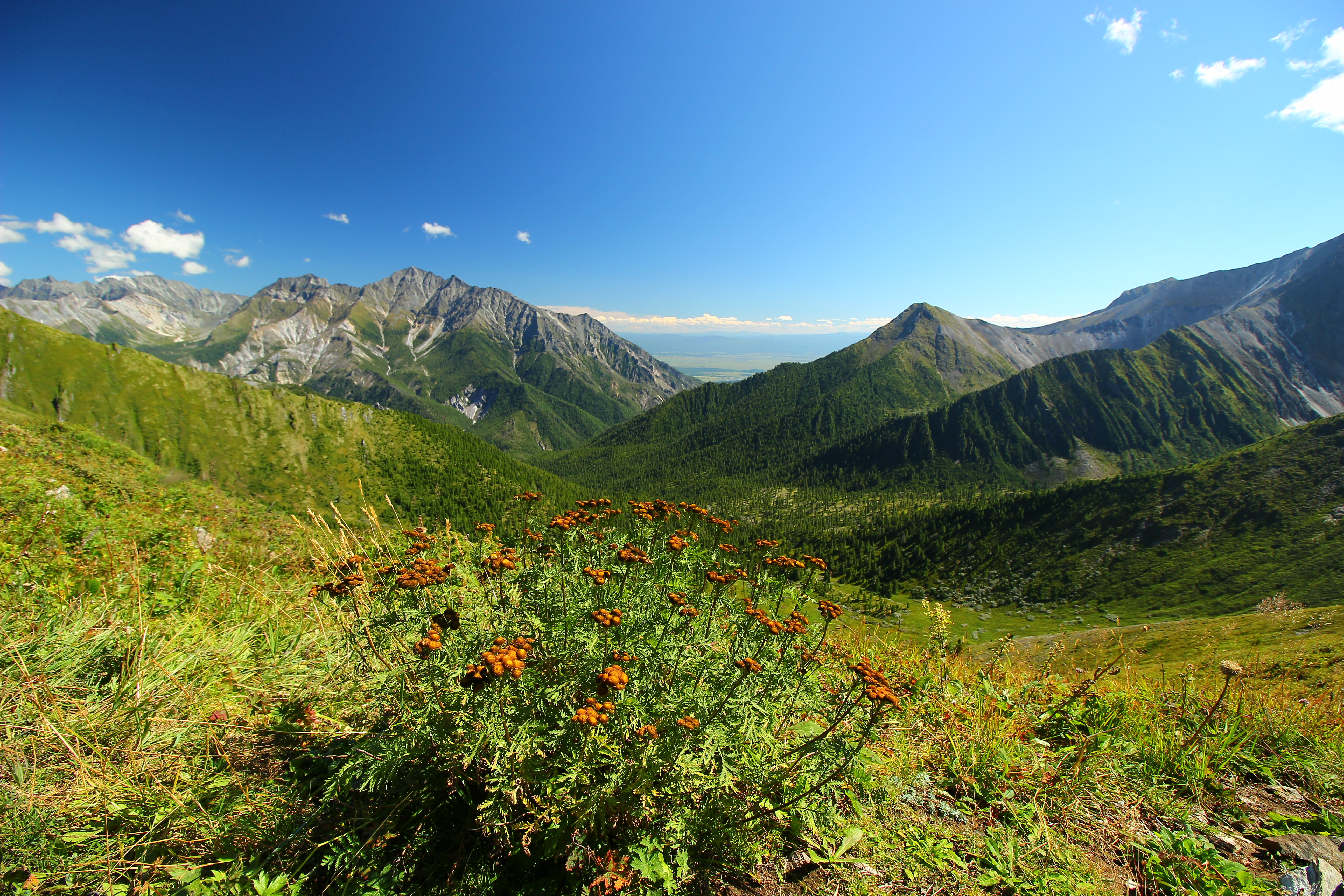
Тункинские Гольцы
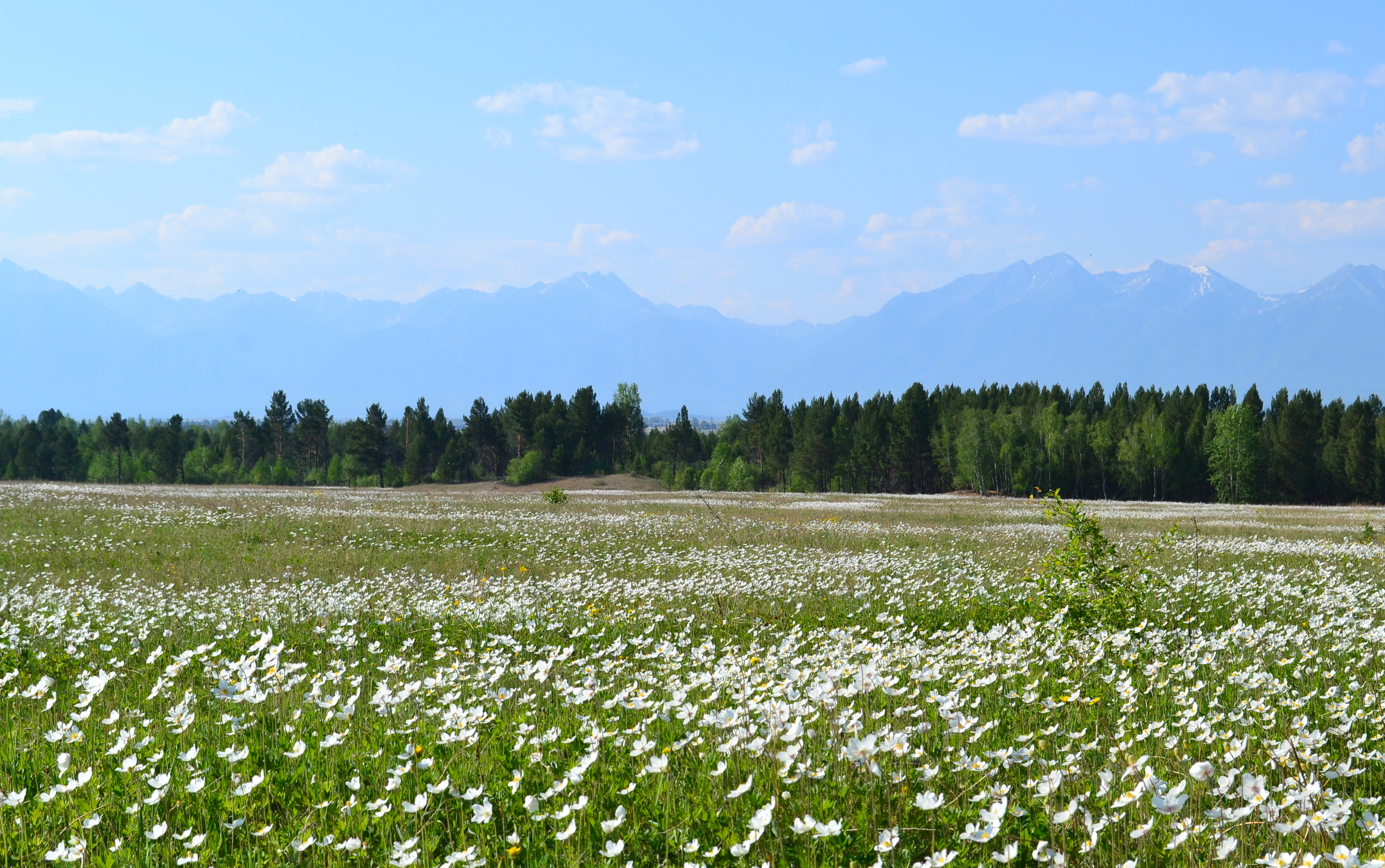
Долина р. Иркут

## Достопримечательности
- Кыренский дацан.
- Престол Чингис-Хана в Тункинской долине. Живописный валун большого размера у подножия горы Арюун Мундарга. По преданию, Чингис-Хан любил здесь отдыхать и совершать обряды поклонения богам и духам гор.
- Историко-краеведческий музей в улусе Хойтогол в виде традиционной восьмистенной юрты.
- Хухэйн Хада — долина 100 источников.
- Сибирский солнечный радиотелескоп на территории радиоастрофизической обсерватории «Бадары» Института солнечно-земной физики СО РАН , один из двух в мире.

## Курорты

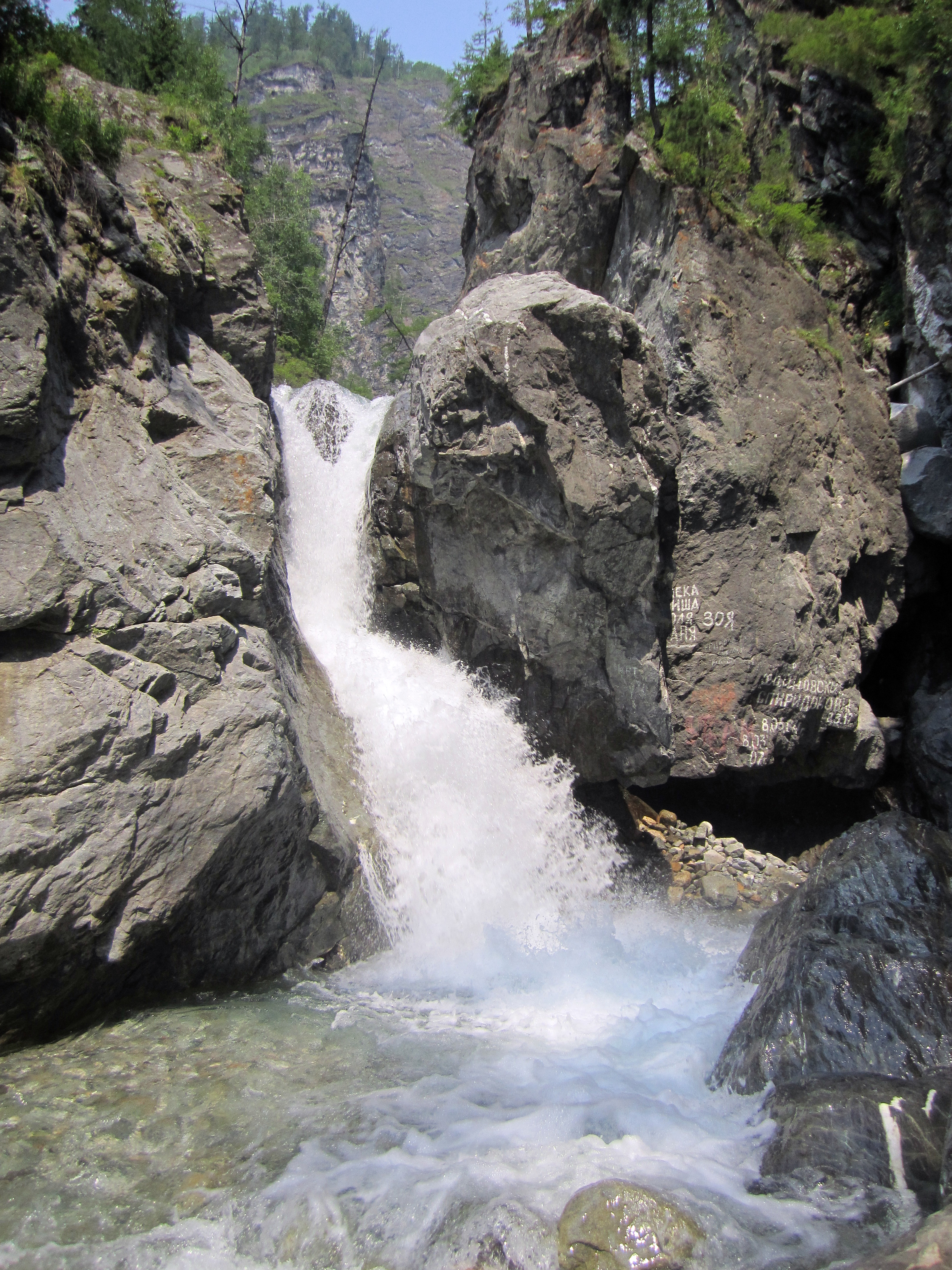
Водопад на р. Кынгарга

На территории района функционируют курорты Аршан (с двумя санаториями: «Аршан» на 600 мест и «Саяны» на 550 мест), Нилова Пустынь (Туранский горячий источник), здравницы «Хонгор-Уула» и «Жемчужина».
Название курорта «Аршан» образовано от бур. «аршан» («целебный минеральный источник»). Происхождение слова связывают с санскритским «рашиани» — «нектар, питьё богов». В прошлом приписывали свойство аршана некоторым пресным источникам и поэтому аршаном стали называть ключи («булаг») с холодной, чистой водой, наделяя их целебным свойством.
Ниловка (Нилова Пустынь) расположилась на берегу реки Ехэ-Ухгунь (бур. «Ехэ» «большая» и «уhан» «вода»). По-бурятски «Тураанай халуун аршан», то есть «туранский горячий источник», «урочище с минеральными источниками». Это селение, известное как курортное, носит имя русского архиепископа Нила. Источник был открыт в начале 19 века. В 1840 году были сделаны первые анализы воды и затем построены жилые дома и ванный корпус. В 1845 году весь комплекс был передан архиепископу Нилу Столбинскому, который объявил место «пустынью» и построил церковь. Как известно, «пустынью» раньше называли небольшой монастырь в малолюдной местности.
Жемчугские источники получили название от села Жемчуг, вблизи которого они находятся. Происхождение этого слова не имеет однозначного толкования. По-бурятски «жэмhэг» — «лучший кусок мяса», который согласно ритуалу подносили почтенным родственникам при закалывании животного, либо «жэмэсэй» — «ягодное место».

Курорты и здравницы
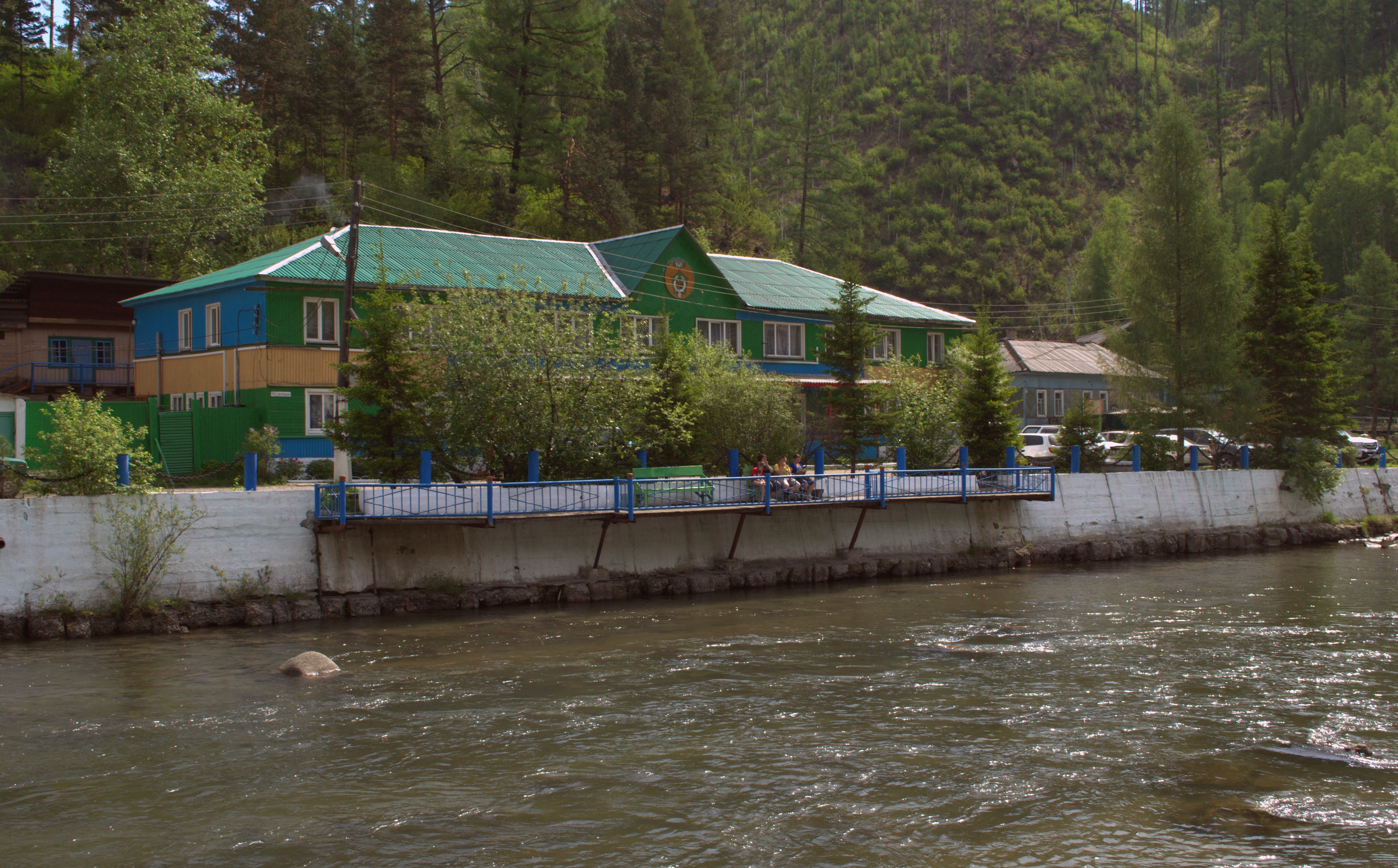
Нилова Пустынь
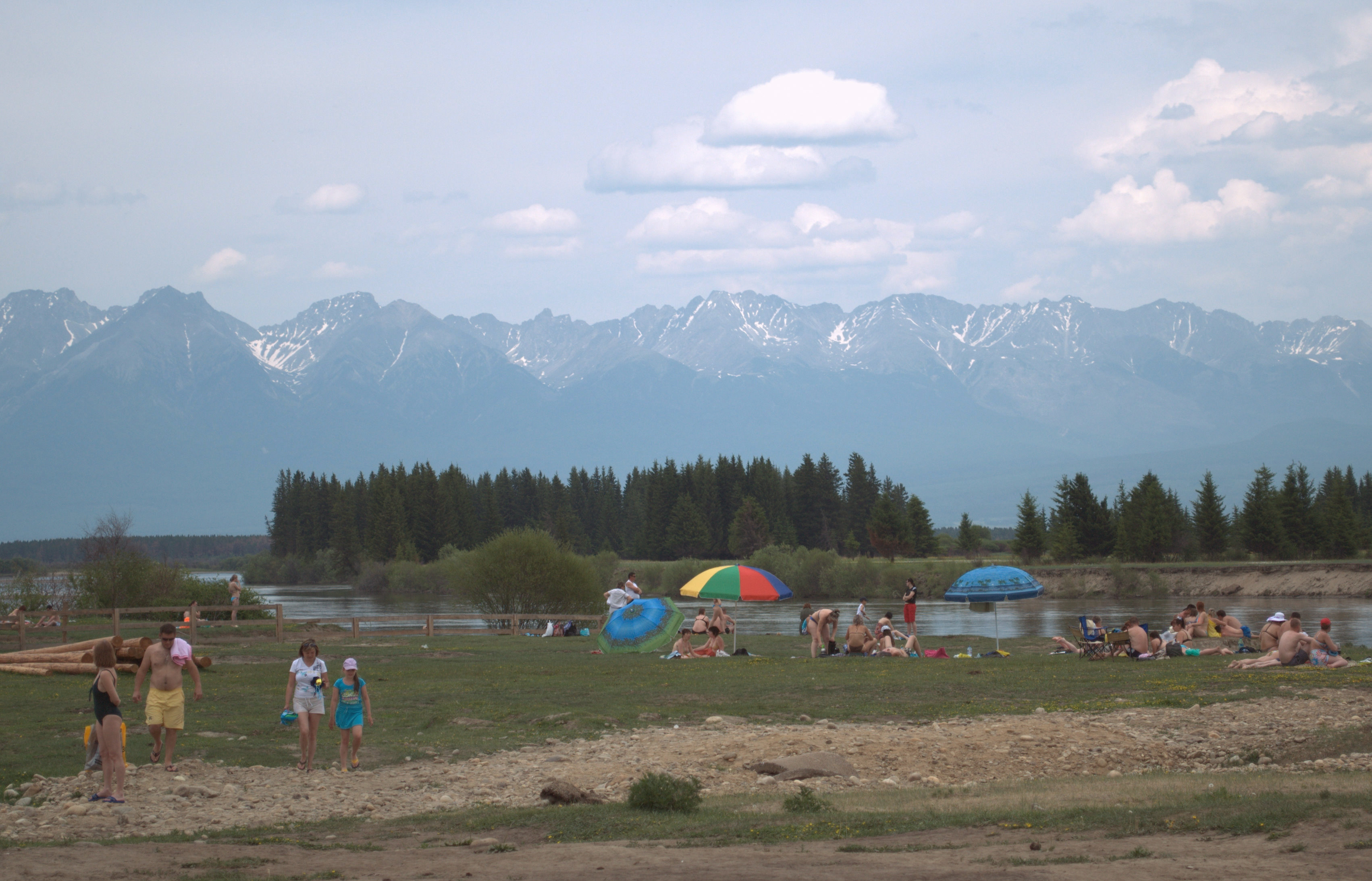
Жемчуг, р.Иркут
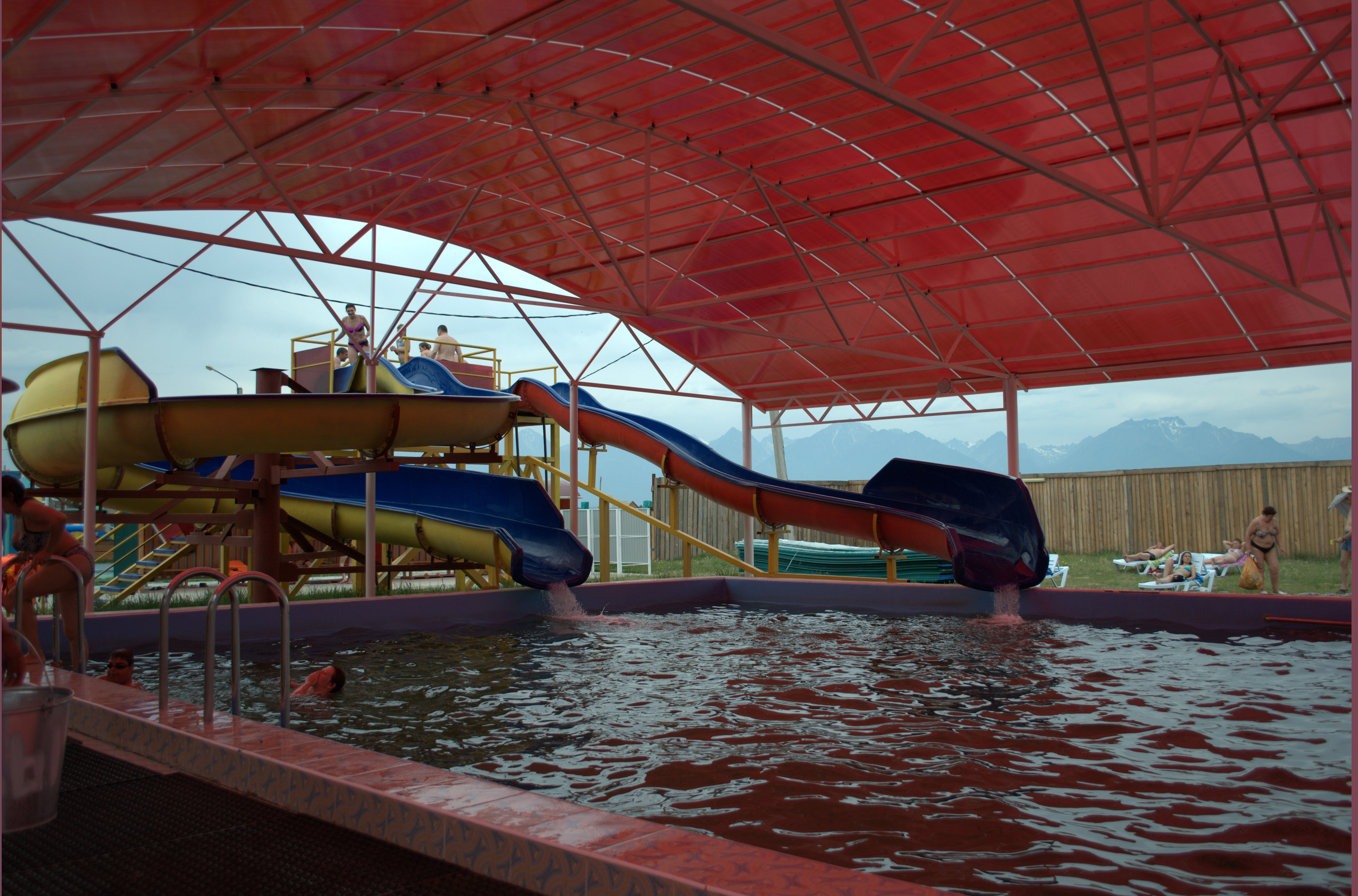
Жемчужина, местность «Вышка»
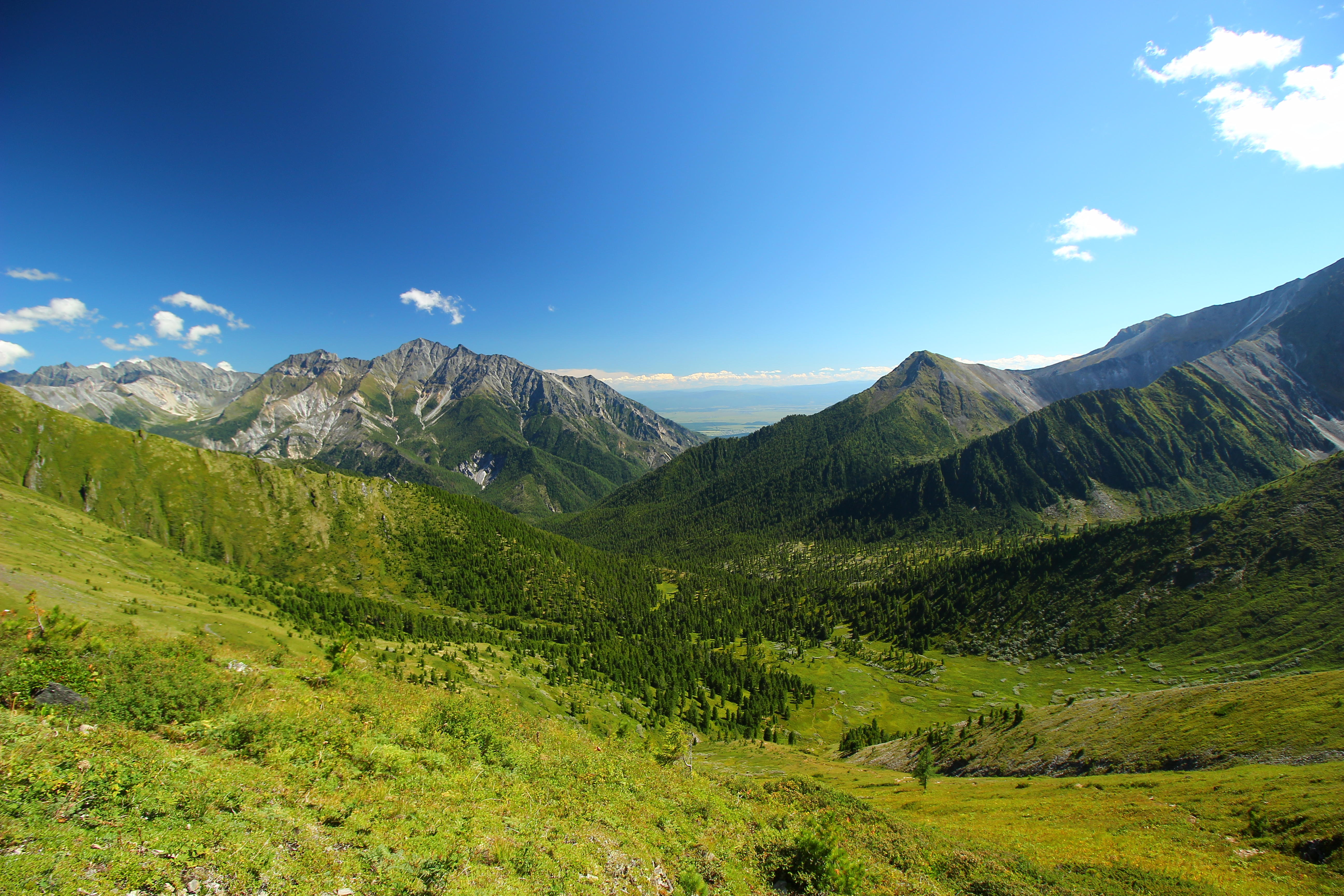
Аршан

## Наука
Во второй половине XIX века и в первой половине XX века население Тункинского района активно исследовалось этнографами: Н. М. Астыревым, П. А. Ровинским, Г. С. Виноградовым, М. К. Азадовским и другими.
В районе действуют Саянская обсерватория ИСЗФ СО РАН напротив горы Мунку-Сардык в районе посёлка Монды, радиоастрофизическая и радиоастрономическая обсерватории в урочище Бадары, геофизическая обсерватория (с. Торы).